# Dasychernes panamensis
Espèce
Dasychernes panamensis est une espèce de pseudoscorpions de la famille des Chernetidae.

## Distribution
Cette espèce est endémique du Panama. Elle se rencontre vers la comarque Guna Yala.

## Habitat
Ce pseudoscorpion se rencontre dans les ruches des abeilles Trigona nigerrima.

## Description
Le mâle holotype mesure 1,7 mm.

## Étymologie
Son nom d'espèce, composé de panam[a] et du suffixe latin -ensis, « qui vit dans, qui habite », lui a été donné en référence au lieu de sa découverte, le Panama.

## Publication originale
- Mahnert, 1987 : Neue oder wenig bekannte, vorwiegend mit Insekten Vergesellschaftete Pseudoskorpione (Arachnida) aus Sudamerika. Mitteilungen der Schweizerischen Entomologischen Gesellschaft, vol. 60, no 3/4, p. 403-416 (texte intégral).